# Bowling Green (Florida)
Bowling Green ist eine Stadt im Hardee County im US-Bundesstaat Florida. Das U.S. Census Bureau hat bei der Volkszählung 2020 eine Einwohnerzahl von 2.405 ermittelt.

## Geographie
Bowling Green liegt rund 10 km nördlich von Wauchula sowie etwa 80 km südwestlich von Tampa. Unweit östlich fließt der Peace River an der Stadt vorbei.

## Geschichte
1886 wurde von der Florida Southern Railway eine Bahnstrecke von Lakeland über Bowling Green bis Punta Gorda erbaut, die 1892 in das Plant System integriert wurde.

## Demographische Daten
Laut der Volkszählung 2010 verteilten sich die damaligen 2930 Einwohner auf 973 Haushalte. Die Bevölkerungsdichte lag bei 791,9 Einw./km². 63,3 % der Bevölkerung bezeichneten sich als Weiße, 10,5 % als Afroamerikaner, 0,5 % als Indianer und 0,5 % als Asian Americans. 22,9 % gaben die Angehörigkeit zu einer anderen Ethnie und 2,3 % zu mehreren Ethnien an. 58,4 % der Bevölkerung bestand aus Hispanics oder Latinos.
Im Jahr 2010 lebten in 51,6 % aller Haushalte Kinder unter 18 Jahren sowie 28,7 % aller Haushalte Personen mit mindestens 65 Jahren. 81,1 % der Haushalte waren Familienhaushalte (bestehend aus verheirateten Paaren mit oder ohne Nachkommen bzw. einem Elternteil mit Nachkomme). Die durchschnittliche Größe eines Haushalts lag bei 3,64 Personen und die durchschnittliche Familiengröße bei 3,91 Personen.
38,1 % der Bevölkerung waren jünger als 20 Jahre, 27,7 % waren 20 bis 39 Jahre alt, 18,5 % waren 40 bis 59 Jahre alt und 15,6 % waren mindestens 60 Jahre alt. Das mittlere Alter betrug 28 Jahre. 52,8 % der Bevölkerung waren männlich und 47,2 % weiblich.
Das durchschnittliche Jahreseinkommen lag bei 30.863 $, dabei lebten 30,0 % der Bevölkerung unter der Armutsgrenze.
Im Jahr 2000 war Englisch die Muttersprache von 55,43 % der Bevölkerung und spanisch sprachen 44,57 %.

## Sehenswürdigkeiten
Am 21. November 1978 wurde die Payne’s Creek Massacre-Fort Chokonikla Site in das National Register of Historic Places eingetragen.

## Verkehr
Bowling Green wird vom U.S. Highway 17 (SR 35) durchquert.

## Kriminalität
Die Kriminalitätsrate lag im Jahr 2010 mit 269 Punkten (US-Durchschnitt: 266 Punkte) im durchschnittlichen Bereich. Es gab einen Mord, eine Vergewaltigung, sechs Körperverletzungen, 28 Einbrüche, 42 Diebstähle und einen Autodiebstahl.